# Bungo Pasang
Bungo Pasang is een bestuurslaag in het regentschap Padang van de provincie West-Sumatra, Indonesië. Bungo Pasang telt 11.763 inwoners (volkstelling 2010).